# Списак крајњих тачака у Азербејџану
Ово је списак крајњих тачака Азербејџана: тачке које су најдаље на северу, југу, истоку, западу, више или ниже од било које друге локације.

## Ширине и дужине
- Север: Хачмашки рејон (41° 54′ N 46° 25′ E / 41.900° С; 46.417° И)
- Југ: Астарински рејон (38° 24′ N 48° 39′ E / 38.400° С; 48.650° И)
- Запад: Садарачки рејон (39° 42′ N 44° 46′ E / 39.700° С; 44.767° И)
- Исток: Жилој, Баку (40° 18′ N 50° 33′ E / 40.300° С; 50.550° И)

## Надморска висина
- Највиша тачка: Базардјузју, 4 485 м
- Најнижа тачка: Каспијско језеро, −28 м